# 王毓云
王毓云（1928年—1996年），男，湖南长沙人，中国系统科学与数理经济学家、资源环境科学专家，曾任中国科学院系统科学研究所研究员，中国系统工程学会常务理事。